# Stellar Blade
Stellar Blade — компьютерная игра в жанре action-adventure, разработанная южнокорейской студией Shift Up в сотрудничестве с PlayStation Studios XDev и выпущенная Sony Interactive Entertainment для PlayStation 5 в 2024 году. 12 июня 2025 года была выпущена версия игры для Windows.
Действие игры происходит в будущем на постапокалиптической Земле; главная героиня Ева сражается с монстрами-«биотивами» с помощью холодного оружия. Игра получила преимущественно положительные оценки прессы.

## Игровой процесс
Stellar Blade представляет собой экшн-игру с видом от третьего лица. Игрок управляет героиней Евой, которая сражается с чудовищами-«Биотивами», используя холодное оружие. Сражения в Stellar Blade включают в себя атаки, защиту и уклонение от ударов врагов; из этих атак, парирования и уклонения строятся длинные комбинации движений. Игрок должен отмечать характерные для разных врагов последовательности атак и вовремя контратаковать. Действие Stellar Blade происходит в обширном «полуоткрытом мире». Передвигаясь по миру, персонаж должен преодолевать различные препятствия, карабкаться по стенам, «тактически скользить», раскачиваться на тросах и тому подобное. В течение игры Ева выполняет различные поручения для жителей города Сион — например, найти пропавшую сестру неигрового персонажа или собрать ценные энергетические ячейки, нужные для выживания города. В игре есть «станции снабжения», где можно восстановить потерянные очки характеристик, купить предметы и улучшить снаряжение и умения. По мере прохождения игрок получает очки опыта, которые может потратить на новые мощные умения для Евы — например, возможности пробивать «суперброню», наносить удары с большим размахом, прерывать вражеские комбинации атак. В игре также можно получить косметические элементы для украшения персонажа — костюмы, бижутерию, альтернативные причёски. Этих костюмов в игре множество, включая бикини и костюм кролика.

## Сюжет
В начале игры Ева прибывает на планету из космической колонии, куда эвакуировалось человечество. К моменту прибытия Евы на Землю это постапокалиптический мир, лежащий в руинах — планету захватили и разрушили инопланетные монстры-«биотивы». Биотивы напали на Землю по воле некоей высшей сущности. Еве помогают другие герои — житель Земли Адам и Лили, девушка из предыдущего сброшенного на Землю отряда. Ева и её спутники посещают подземный город Ксион — последнее поселение людей на Земле, и помогают его жителям; в течение игры Ева должна столкнуться со множеством различных персонажей. Ксион соединён с «полуоткрытым миром» — обширным пространством, известным как Пустошь, или Великая Пустыня. В Ксионе Еву называют «Ангелом» и поначалу относятся к ней со смесью восхищения и ужаса; впрочем, позже это отношение меняется на более тёплое.

## Разработка
Южнокорейская студия Shift Up, основанная художником-иллюстратором Ким Хёнтхэ, анонсировала игру под рабочим названием Project Eve в апреле 2019 года. Ким ранее работал над Blade & Soul как арт-директор. Хотя на момент анонса в студии работало всего десять человек, Shift Up рассчитывала значительно нарастить штаты для крупного проекта и публиковала вакансии о поиске сотрудников — программистов, дизайнеров, художников и других. Студия намеревалась взять за образец такие игры, как Nier: Automata и God of War, а также использовать современные технологии объёмного сканирования и захвата мимики лиц. Созданием музыки к игре занимался композитор ESTi, ранее работавший над Ragnarok Online. Ким называл себя большим фанатом создателя Nier: Automata Ёко Таро и говорил, что для него сравнения Stellar Blade с этой игрой — «великая честь», но при этом подчёркивал, что сходство между играми только внешнее — у них разный геймплей.
Первоначально игра должна была быть мультиплатформенной и выйти на PlayStation 4, Xbox One и персональных компьютерах. Помимо Project Eve, студия параллельно разрабатывала и другие проекты, как мобильный шутер Goddess of Victory: Nikke, который оказался крайне коммерчески успешным. В 2022 году долю в студии купила компания Tencent; компания Sony Interactive Entertainment стала издателем будущей Stellar Blade и позже заключила со студией партнёрский договор — Shift Up стала первым партнёром Sony в Южной Корее. В сентябре 2021 года Ким Хёнтхэ неожиданно подарил всем 260 сотрудникам студии по игровой приставке PlayStation 5, чтобы они могли поиграть в Project Eve, когда игра выйдет; на тот момент эти приставки были дефицитными, и их было не так легко купить. В сентябре 2022 года было оглашено новое название игры — Stellar Blade; она стала эксклюзивом PlayStation 5. Релиз игры состоялся 26 апреля 2024 года. В ноябре 2024 года разработчики сообщили, что релиз игры для Windows планируется в 2025 году. 12 июня 2025 года игра вышла на платформе Windows.
Тело главной героини Евы было создано с помощью трёхмерного сканирования реального человека — корейской модели Син Джэ-юнь. При этом, по словам руководителя разработки игры Ким Хёнтхэ, разработчики уделяли особое внимание проработке спины и ягодиц Евы, поскольку именно на эту часть персонажа игрок с видом от третьего лица смотрит большую часть времени. Рассуждая о спорном дизайне персонажа, Ким заявлял, что игры — «развлечение, нацеленное на взрослых», и что он сам хотел бы видеть в качестве персонажа в игре «кого-то более красивого, чем я сам… я не хочу видеть что-то обычное, я хочу видеть что-то более идеальное».

## Отзывы
| Сводный рейтинг       | Сводный рейтинг |
| Агрегатор             | Оценка          |
| --------------------- | --------------- |
| Metacritic            | 82/100          |
| OpenCritic            | 82 %            |
| Иноязычные издания    |                 |
| Издание               | Оценка          |
| 4Players              | 84/100          |
| Destructoid           | 8/10            |
| Eurogamer             | 4/5             |
| Famitsu               | 35/40           |
| Game Informer         | 8,75/10         |
| GameSpot              | 8/10            |
| IGN                   | 7/10            |
| Jeuxvideo.com         | 17/20           |
| Shacknews             | 8/10            |
| Video Games Chronicle | 4/5             |
| Русскоязычные издания |                 |
| Издание               | Оценка          |
| StopGame.ru           | Похвально       |

По данным агрегатора рецензий Metacritic, Stellar Blade получила «преимущественно положительные» отзывы прессы.